# كاي الكسندر
كاي الكسندر (بالإنجليزية: Kay Alexander)‏ هي مقدمة تلفزيونية وصحفية بريطانية، ولدت في 4 يونيو 1950 في ألدرشوت في المملكة المتحدة.